# Glenea mitonoana
Glenea mitonoana é uma espécie de escaravelho da família Cerambycidae.